# 30 St Mary Axe
30 St Mary Axe – wieżowiec znajdujący się w City of London, głównej dzielnicy finansowej Londynu, znany również pod nazwą The Gherkin ("Ogórek") lub Swiss Re.
Wcześniej w tym miejscu stał biurowiec Baltic Exchange (24-28 St Mary Axe), zniszczony 10 kwietnia 1992 w wyniku zamachu bombowego Irlandzkiej Armii Republikańskiej. Budynek został zaprojektowany przez biuro Normana Fostera i Arup Group, po porzuceniu projektu budowy w tym miejscu 92-piętrowej wieży Millennium Tower. Budowę budynku rozpoczęto w 2001, zakończono w Grudniu 2003, a oddano do użytku 28 Kwietnia 2004. Wykonawcą jest przedsiębiorstwo budowlane Skanska.

## Konstrukcja
Wieżowiec ma 40 pięter i 180 m wysokości i jest tzw. budynkiem ekologicznym – w budynku zastosowano energooszczędne metody, które pozwalają budynkowi zużywać tylko połowę mocy, którą normalnie powinna zużywać podobna wieża. Szczeliny w każdej kondygnacji tworzą sześć szybów, które służą jako system naturalnej wentylacji całego budynku, mimo że wymagane zabezpieczenia przeciwpożarowe na co szóstym piętrze przerywają „komin”. Wały tworzą gigantyczny efekt podwójnego oszklenia: powietrze jest wciśnięte między dwie warstwy przeszklenia i izoluje przestrzeń biurową wewnątrz.
Głównymi metodami kontrolowania kołysania wzbudzanego wiatrem jest zwiększenie sztywności lub zwiększenie tłumienia za pomocą aktywnych amortyzatorów masowych. Zgodnie z projektem Arup Group, w pełni trójkątna konstrukcja obwodowa sprawia, że budynek jest wystarczająco sztywny bez dodatkowych wzmocnień. Pomimo ogólnego kształtu zakrzywionego szkła na budynku znajduje się tylko jeden kawałek zakrzywionego szkła, kształcie soczewki na wierzchołku.
W kwietniu 2005 szklany panel znajdujący się na wysokości dwóch trzecich wieży spadł na plac poniżej. Plac odcięto, ale budynek pozostał otwarty. Aby chronić odwiedzających, wzniesiono tymczasowy zadaszony chodnik, ciągnący się przez plac do recepcji budynku. Inżynierowie zbadali pozostałe 744 szklane panele w budynku. Koszt naprawy został pokryty przez głównego wykonawcę Skanska i dostawcę ścian osłonowych Schmidlin (obecnie Schmidlin-TSK AG).

## Właściciele wieży
We wrześniu 2006 Budynek został wystawiony na sprzedaż za cenę 600 mln funtów. Potencjalnymi nabywcami byli British Land, Land Securities, Prudential, ING i rodzina królewska ZEA. W dniu 21 lutego 2007 IVG Immobilien AG i brytyjska kompania inwestycyjna Evans Randall zakończyły wspólny zakup budynku za 630 mln GBP, co czyni go najdroższym budynkiem biurowym w Wielkiej Brytanii. Swiss Re zanotował zysk w wysokości ponad 300 mln funtów ze sprzedaży.
Firma Deloitte ogłosiła w kwietniu 2014, że budynek został ponownie wystawiony na sprzedaż, a jego przewidywana cena wyniesie 550 milionów funtów. Właścicieli nie było stać na spłatę kredytu, powołując się na różnice w wartości kredytu wielowalutowego i funta brytyjskiego, wysokie stopy procentowe i strukturę finansowania. Ostatecznie, w listopadzie 2014 budynek został zakupiony za 700 milionów funtów przez Safra Group, kontrolowaną przez brazylijskiego miliardera Josepha Safrę.
Od lutego 2010  Sky News nadaje swój sztandarowy program biznesowy, Jeff Randall Live, ze studia w budynku. Ponadto dwa najwyższe piętra wieży są teraz dostępne do prywatnego wynajęcia na imprezy.
Budynek zdobył wiele nagród, m.in. prestiżową Nagrodę Stirlinga przyznawaną przez Królewski Instytut Architektów Brytyjskich.
Budynek pojawił się w wielu filmach, m.in.:
- Harry Potter i Książę Półkrwi
- Dobry Rok
- Nagi Instynkt 2
- Wszystko gra

## Linki zewnętrzne

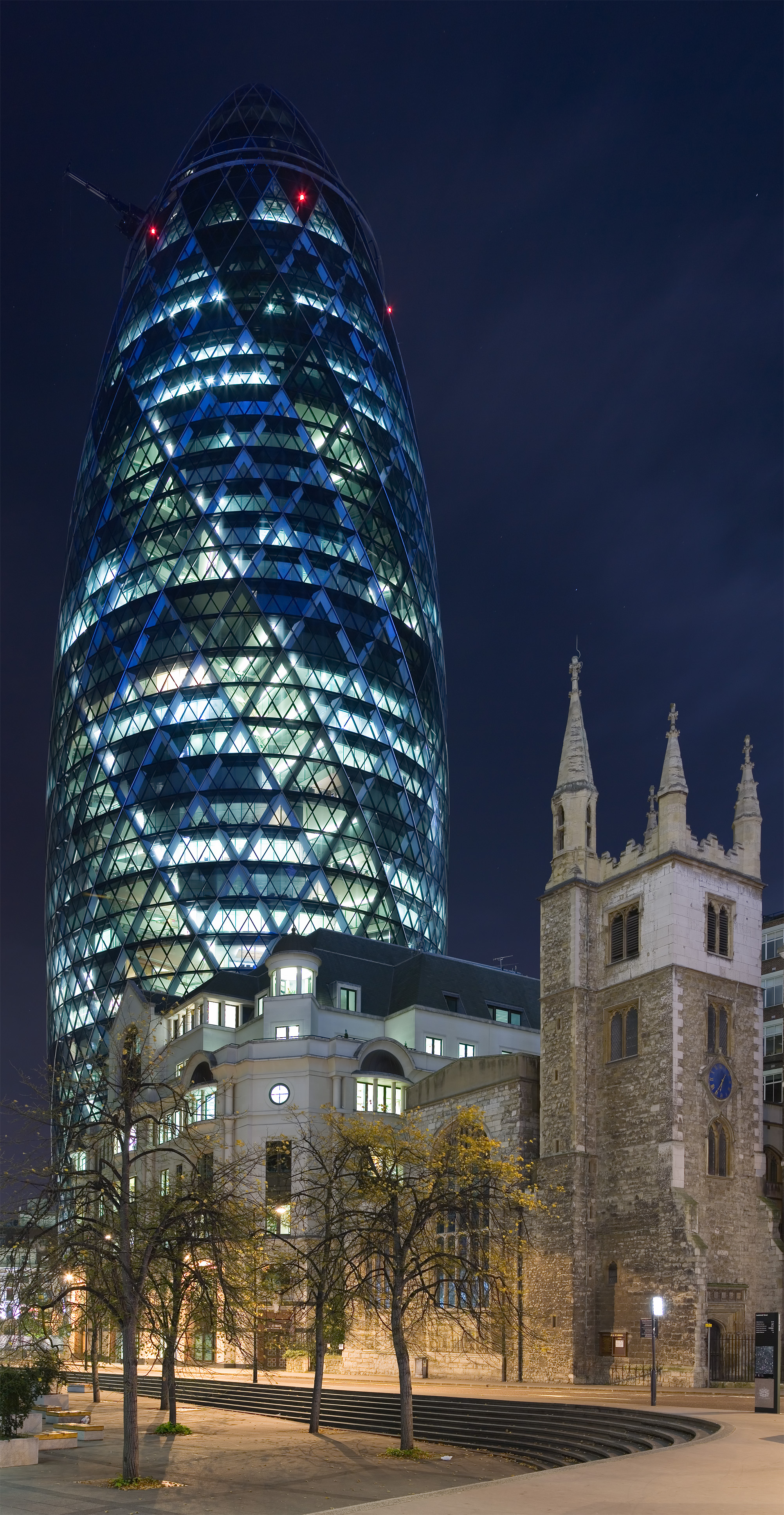
30 St Mary Axe nocą